# ورزشکاه آداماسینگبا
ورزشکاه آداماسینگبا (به لاتین: Adamasingba Stadium) یک ورزشگاه در نیجریه است که در ایبادان واقع شده‌است.